# Mistrovství Evropy juniorů v ledním hokeji 1995
Mistrovství Evropy juniorů v ledním hokeji 1995 byl 28. ročník této soutěže. Turnaj hostilo od 9. do 16. dubna německé město Berlín. Hráli na něm hokejisté narození v roce 1977 a mladší.

## Výsledky

### Základní skupiny
| Poř. | Tým       | SWE  | FIN | SUI | BLR  | Z | V | R | P | Skóre | B |
| 1.   | Švédsko   | —    | 3:2 | 4:3 | 10:3 | 3 | 3 | 0 | 0 | 17:8  | 6 |
| 2.   | Finsko    | 2:3  | —   | 6:1 | 7:2  | 3 | 2 | 0 | 1 | 15:6  | 4 |
| 3.   | Švýcarsko | 3:4  | 1:6 | —   | 4:1  | 3 | 1 | 0 | 2 | 8:11  | 2 |
| 4.   | Bělorusko | 3:10 | 2:7 | 1:4 | —    | 3 | 0 | 0 | 3 | 6:21  | 0 |

| Poř. | Tým     | GER  | RUS | CZE  | NOR  | Z | V | R | P | Skóre | B |
| 1.   | Německo | —    | 3:2 | 4:4  | 4:1  | 3 | 2 | 1 | 0 | 11:7  | 5 |
| 2.   | Rusko   | 2:3  | —   | 4:3  | 6:1  | 3 | 2 | 0 | 1 | 12:7  | 4 |
| 3.   | Česko   | 4:4  | 3:4 | —    | 16:0 | 3 | 1 | 1 | 1 | 23:8  | 3 |
| 4.   | Norsko  | 1:14 | 1:6 | 0:16 | —    | 3 | 0 | 0 | 3 | 2:26  | 0 |

### Skupiny o konečné umístění
Vzájemné výsledky ze základních skupin se započetly celkům i do skupin o konečné umístění.
| Poř. | Tým     | FIN   | GER   | SWE   | RUS   | Z | V | R | P | Skóre | B |
| 1.   | Finsko  | —     | 5:3   | (2:3) | 4:2   | 3 | 2 | 0 | 1 | 11:8  | 4 |
| 2.   | Německo | 3:5   | —     | 3:3   | (3:2) | 3 | 1 | 1 | 1 | 10:6  | 3 |
| 3.   | Švédsko | (3:2) | 3:3   | —     | 2:6   | 3 | 1 | 1 | 1 | 8:11  | 3 |
| 4.   | Rusko   | 2:4   | (2:3) | 6:2   | —     | 3 | 1 | 0 | 2 | 10:9  | 2 |

| Poř. | Tým       | CZE    | SUI   | BLR   | NOR    | Z | V | R | P | Skóre | B |
| 5.   | Česko     | —      | 3:2   | 11:1  | (16:0) | 3 | 3 | 0 | 0 | 30:3  | 6 |
| 6.   | Švýcarsko | 2:3    | —     | (4:1) | 4:2    | 3 | 2 | 0 | 1 | 10:6  | 4 |
| 7.   | Bělorusko | 1:11   | (1:4) | —     | 4:4    | 3 | 0 | 1 | 2 | 6:19  | 1 |
| 8.   | Norsko    | (0:16) | 2:4   | 4:4   | —      | 3 | 0 | 1 | 2 | 6:24  | 1 |

 Norsko sestoupilo z elitní skupiny.

## Turnajová ocenění
|                            | Brankář     | Obránce          | Obránce          | Útočníci        | Útočníci        | Útočníci        |
| -------------------------- | ----------- | ---------------- | ---------------- | --------------- | --------------- | --------------- |
| Ceny direktoriátu IIHF     | Kai Fischer | Jaako Niskavaara | Jaako Niskavaara | Sergej Samsonov | Sergej Samsonov | Sergej Samsonov |
| All-Star Tým (podle médií) | Kai Fischer | Aki-Petteri Berg | Petr Buzek       | Sergej Samsonov | Jochen Hecht    | Alexej Morozov  |

### Produktivita
|               | G | A | B  |
| ------------- | - | - | -- |
| Pavel Rosa    | 8 | 3 | 11 |
| Josef Straka  | 3 | 5 | 8  |
| Marcus Nilson | 4 | 4 | 8  |
| Niklas Anger  | 4 | 4 | 8  |
| Radek Dvořák  | 4 | 3 | 7  |

## Mistři Evropy - Finsko
Brankáři: Vesa Toskala, Jani Riihinen

Obránci: Jaako Niskavaara, Toni Lydman, Sami-Ville Salomaa, Antti-Jussi Niemi, Jussi Salminen, Aki Berg, Pasi Petriläinen

Útočníci: Mikko Markkanen, Tomi Kallio, Miika Elomo, Tuomas Reijonen, Tino Hakanen, Toni Hirvonen, Pekka Kangasalusta, Teemu Riihijärvi, Sami Salonen, Juha Viinikainen, Janne Lehtinen, Marko Mäkinen, Jussi Tie

## Česká reprezentace
Brankáři: Robert Hamrla, Ladislav Kudrna

Obránci: Robert Kántor, Jakub Ficenec, Aleš Píša, Tomáš Kaberle, Lukáš Zíb, Petr Buzek, Jiří Polák

Útočníci: Radek Dvořák, Marek Melenovský, Pavel Rosa, Michal Horák, Josef Straka, Ondřej Kratěna, Martin Špaňhel, Marek Vorel, David Hruška, Martin Streit, Libor Pavliš, Kamil Glabazna, Jiří Burger

## Nižší skupiny

### B skupina
Šampionát B skupiny se odehrál v Senici a ve Skalici na Slovensku, postup na mistrovství Evropy juniorů 1996 si vybojovali domácí. Do skupiny C sestoupilo Rakousko.
1.  Slovensko

2.  Polsko

3.  Dánsko

4.  Maďarsko

5.  Itálie

6.  Francie

7.  Rumunsko

8.  Rakousko

### C1 skupina
Šampionát skupiny C1 se odehrál v Kyjevě na Ukrajině, vyhráli jej domácí a postoupili do skupiny B. Ostatní účastníci za rok hráli skupinu C.
1.  Ukrajina

2.  Lotyšsko

3.  Slovinsko

4.  Velká Británie

5.  Estonsko

6.  Španělsko

### C2 skupina
Šampionát skupiny C2 se odehrál v Elektrenai v Litvě. První dva týmy (Litva a Chorvatsko) postoupily do C skupiny, ostatní za rok hrály skupinu D.
1.  Litva

2.  Chorvatsko

3.  Nizozemí

4.  Jugoslávie

5.  Izrael

6.  Bulharsko

7.  Turecko